# 미나미치토세역
미나미치토세역(일본어: 南千歳駅)은 일본 홋카이도 지토세시에 위치한 홋카이도 여객철도의 철도역이다. 지토세 선의 소속역이며, 이 역을 기점으로 하여 신치토세 공항까지 잇는 지선과 세키쇼 선 등 3개의 노선이 운행되고 있다. 역 번호는 H14이며, 섬식 승강장 2면 4선의 구조를 갖춘 선상역사 형태의 철도역이다.

## 타는 곳
| 1 | ■ 지토세 선        | 상행 | 도마코마이 · 히가시무로란 · 무로란 · 하코다테 방면  |
| 1 | ■ 지토세 선 (지선) | 상행 | 신치토세쿠코 행 (일부 열차)                         |
| 1 | ■ 세키쇼 선        |      | 오이와케 · 유바리 · 오비히로 · 구시로 방면          |
| 2 | ■ 지토세 선        | 하행 | 지토세 · 삿포로 · 데이네 · 오타루 · 아사히카와 방면 |
| 2 | ■ 지토세 선 (지선) | 상행 | 신치토세쿠코 행 (일부 열차)                         |
| 2 | ■ 세키쇼 선        |      | 오이와케 방면 (일부 열차)                           |
| 3 | ■ 지토세 선 (지선) | 상행 | 신치토세쿠코 행                                     |
| 3 | ■ 지토세 선        | 하행 | 지토세 · 삿포로 · 데이네 · 오타루 방면 (일부 열차)  |
| 4 | ■ 지토세 선        | 하행 | 지토세 · 삿포로 · 데이네 · 오타루 방면              |

## 이용 현황
- 2011년도 : 1,481명

## 역 주변
- 국도 제36호선
- 국도 제337호선

## 인접 역
| 홋카이도 여객철도 ■ 세키쇼 선          | 홋카이도 여객철도 ■ 세키쇼 선 | 홋카이도 여객철도 ■ 세키쇼 선 |
| -------------------------------------- | ----------------------------- | ----------------------------- |
| H05 신 삿포로 삿포로 방면              | 특급 "슈퍼 오조라"            | K15 오이와케 구시로 방면      |
| H05 신 삿포로 삿포로 방면              | 특급 "슈퍼 도카치"            | K15 오이와케 오비히로 방면    |
| H13 치토세 방면                        | ● 보통                        | K15 오이와케 신유바리 방면    |
| 홋카이도 여객철도 ■ 치토세 선          |                               |                               |
| H05 신 삿포로 삿포로 방면              | 특급 "슈퍼 호쿠토"            | H18 도마코마이 하코다테 방면  |
| H13 치토세 삿포로 방면                 | 특급 "스즈란"                 | H17 누마노하타 무로란 방면    |
| H13 치토세 삿포로 · 오타루 방면        | ● 보통                        | H16 우에나에 도마코마이 방면  |
| 홋카이도 여객철도 ■ 치토세 선 공항지선 |                               |                               |
| H13 치토세 삿포로 · 오타루 방면        | ● 쾌속 "에어포트"             | AP15 신치토세 공항 방면       |